# Himet

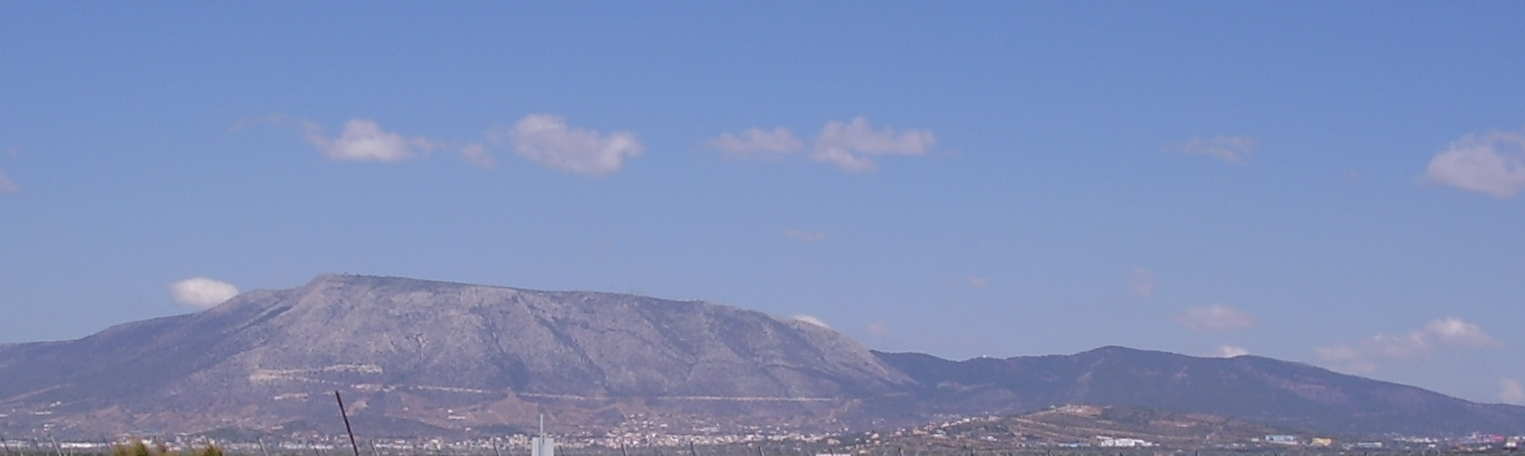
Muntele Himet, văzut dinspre est

Himet, Hymettos sau Hymettus (în greaca modernă Υμηττός, Ymittos) este un masiv muntos situat la sud-est de Atena, în Attica, în partea central-estică a Greciei. El este, de asemenea, cunoscut sub numele de Trellos sau Trellovouni (Τρελοβούνι : „muntele nebun”), prin retraducerea în limba neogreacă a unei deformări italiene (Il Matto, „Nebunul”) a numelui original (Hymettos). Muntele Himet este înalt de 1.026 m deasupra nivelului mării la Evzonas și are o lungime de 16 km între Atena și golful Saronic, precum și o lățime de 6–7 km de la est la vest.

## Localități aflate în zona muntelui
Atena, Zografou, Kaisariani, Vyron, Ilissia, Ymittos, Ilioupolis, Argyroupoli, Elliniko, Glyfada, Voula și Vouliagmeni la vest, Varkiza, Vári, Markopoulo și Paiania la est, Papagou, Holargos, Aghia Paraskevi, Gerakas și Glyka Nera.